# Influence d'Alain Delon
Parmi les acteurs du cinéma européen les plus célèbres de son temps, Alain Delon est l’un des acteurs français les plus reconnus et influents du XXe siècle. Son image, ses rôles et interprétations inspirent de nombreux cinéastes et artistes contemporains.

## Modèle d’identité artistique
Rocco Siffredi a choisi son nom de scène en référence aux personnages Roch Siffredi (Borsalino et Borsalino & Co) et Rocco Parondi (Rocco et ses frères), tous deux interprétés par Alain Delon. L’acteur hongkongais Ti Lung a choisi son nom de scène d'une dérivation verbale proche du nom de son acteur préféré Alain Delon.

## Influence dans le cinéma
Ce qui suit concerne uniquement l’influence directe et intrinsèque d’Alain Delon à travers ses rôles ou son style d’acteur. Seuls quelques films s’inspirent davantage du style et de la personnalité distinctifs de Delon que de ses performances d’acteur.

### Productions européennes
- Le film allemand Liebe ist kälter als der Tod rend hommage à des maîtres du cinéma français comme Claude Chabrol et Éric Rohmer. Par ailleurs, le style de mise en scène s’inspire du Samouraï de Melville, tandis que l'artwork du poster est apparente à la silhouette d'Alain Delon dans le film[3]. Le personnage Bruno (Ulli Lommel) est aussi inspiré du personnage campé par Delon[4].
- L'influence du cinéma français vis-à-vis du cinéma italien est notable, particulièrement dans le genre du néo-polar ou « poliziottesco ». Ce genre cinématographique a trouvé en Delon une figure représentative du tueur à gages froid et méthodique. Le personnage de Jeff Costello, interprété par Delon, a largement inspiré Fernando Di Leo et sa Trilogie du Milieu[5],[6],[7].
- Luc Besson, dans Léon, s'inspire de Jeff Costello (Delon dans Le Samouraï) pour créer Léon, le personnage principal incarné par Jean Reno[8],[9].
- Le protagoniste du film La Mauvaise Éducation (La mala educación), joué par Gael García Bernal, est inspiré du personnage de Tom Ripley de Patricia Highsmith, comme présenté par René Clément dans Plein Soleil sous les traits d'Alain Delon[10]. Bernal a déclaré que la performance qu'il souhaitait le plus imiter était Delon dans le rôle de Ripley dans Plein Soleil[11].
- Dans À bout portant de Fred Cavayé, Roschdy Zem incarne un personnage nommé Sartet, en hommage à Delon dans Le Clan des Siciliens[12]. Le style du tueur à gages, froid et élégant, fait aussi référence à Jeff Costello[13]. Delon est par ailleurs remercié au générique de fin.
- Dans La piel que habito, Pedro Almodóvar demande à Antonio Banderas de s'inspirer de la prestation d'Alain Delon dans Le Cercle rouge pour devenir « glacial, calculateur, tout en retenue et en économie »[14].
- Richard Ayoade cite Le Samouraï comme une inspiration majeure de ses films. Dans Submarine, le personnage d'Oliver Tate porte le même costume que celui de Delon dans Le Samouraï et affiche un poster du film dans sa chambre, par admiration pour le personnage qu'il incarne[15],[16]. Certaines scènes du film sont directement inspirées du classique français[17].
- Fabio Grassadonia et Antonio Piazza, dans Salvo visant à recréer l'aura des films noirs français, s'inspirent notamment de Delon pour le personnage principal. Le choix de l'acteur Saleh Bakri par les réalisateurs pour incarner Salvo (un tueur à gages sicilien) découle de cette vision : « Ensuite, nous voulions un corps fort qui occuperait l'écran avec beaucoup de charisme, en pensant à Jean-Pierre Melville, aux films noirs français, à des acteurs comme Alain Delon[18] ». Ils ont aussi intégré des éléments stylistiques et thématiques du film français[19],[20].
- Le film Final Cut de György Pàlfi combine des scènes issues de plus de 450 films internationaux dont l'une fait apparaître Alain Delon échangeant des regards avec Marilyn Monroe[21].
- Pierre Niney dans Un homme idéal travaille à recréer une ressemblance avec le personnage joué par Delon dans Plein Soleil[22],[23].
- Dans Les Nuits rouges du bourreau de jade de Laurent Courtiaud, le personnage principal féminin, interprété par Frédérique Bel, s'inspire directement de l'image de Delon dans Le Samouraï[24],[25].
- Dans Une baleine de Pablo Hernando, le personnage principal interprété par Ingrid García-Jonsson (une tueuse à gages) est inspiré de Jef Costello[26],[27]. Le réalisateur confirme cette influence : « Je comprends les comparaisons, mais je n’ai pas mélangé les références. Le seul que j’ai utilisé était l’archétype du tueur à gages solitaire d’Alain Delon (...) »[28]. Aussi, le nom du principal antagoniste, Melville, est un hommage à Jean-Pierre Melville, le réalisateur du Samouraï[29].
- Saul Nanni reprend dans la série Le Guépard le rôle de Tancredi Falconeri , précédemment joué par Alain Delon en 1963[30]. L'acteur se dit honoré de jouer un personnage aussi « emblématique » et de pouvoir suivre les traces d’un acteur aussi « incroyable » que Delon, sans avoir peur d'être confronté à cette « icône »[31],[32],[33]. Pour se préparer au rôle de Tancredi, il a relu le roman de Giuseppe Tomasi di Lampedusa et revisionné le film de Visconti, en essayant de comprendre les méandres de la dynamique familiale et sociale de l’aristocratie sicilienne des années 1860[34].
- Giovanni Aloi mentionne Le Samouraï et le personnage de Jef Costello comme des références visuelles essentielles pour son film Le Domaine[35]. Félix Lefebvre, interprète principal, a été invité à revoir Le Samouraï, et s’est inspiré de Delon pour sa prestation[36],[37].

### Productions américaines
- L'atmosphère générale, la caractérisation des personnages et le style narratif du film américain French Connection sont en majeure partie influencés par Le Samouraï (1967) de Jean-Pierre Melville. William Friedkin s'est également inspiré du personnage incarné par Alain Delon, qui joue un tueur à gages solitaire et méthodique, pour façonner le personnage de Popeye Doyle (Gene Hackman)[38]. La scène de poursuite dans le métro de The French Connection est d'ailleurs reprise de Bullitt et du Samouraï[39].
- Alain Delon, par son interprétation de Jeff Costello, élabore un archétype de « l'antihéros silencieux et stoïque ». Ryan O'Neal dans Driver incarne un personnage basé presque entièrement sur Jeff Costello[40],[41]. Driver est par ailleurs considéré comme une adaptation non officielle du Samouraï[42].
- En découvrant à Paris une affiche de Delon en Zorro, Ilya Salkind eut l’idée de produire Superman (1978)[43]. Le héros masqué incarné par l’acteur français raviva en lui le souvenir du Superman qu’il regardait à la télévision américaine durant son enfance, et lui inspire l’idée d’un film similaire[44].
- Rocco et ses frères influence un certain nombre de cinéastes, dont Martin Scorsese qui s'inspire pour son Raging Bull du personnage de Rocco (Delon) pour aider à façonner l’interprétation de Jake LaMotta par Robert De Niro[45],[46],[47]. Scorsese a également noté que le personnage de Jef Costello, incarné par Delon dans Le Samouraï, avait inspiré la création de Travis Bickle, le protagoniste de Taxi Driver (le rôle sera d'ailleurs proposé à Alain Delon[48])[49],[50].
- Lors du tournage d'American Gigolo, le scénariste et réalisateur Paul Schrader a fait visionner à Richard Gere plusieurs films avec Delon pour qu'il s'inspire de sa composition : « J’ai projeté Purple Noon pour Richard Gere avant American Gigolo. J’ai dit : « Regardez ce type [Alain Delon]. La façon dont il marche. Il sait que la salle est un meilleur endroit parce qu’il vient d’y entrer »[51]. Par ailleurs, Richard Gere cite l'acteur français comme source d'inspiration : « C’est en regardant les films d’Alain Delon que j’ai appris à jouer les séducteurs à l’écran. Alain Delon m’a vraiment inspiré pour jouer ce genre de personnages »[52],[53],[54].
- Dans une interview de 1992, Tarantino affirme qu'il aime le titre de Reservoir Dogs parce que « ça sonne comme dans un film d’Alain Delon de Jean-Pierre Melville... Je pouvais voir Alain Delon en costume noir dire : « Je suis M. Blonde »[55]. Par ailleurs, Le Samouraï est l’un des films préférés de Quentin Tarantino et l’a influencé dans la création du monde de Reservoir Dogs et Pulp Fiction[56]. L'idée des costumes des films Reservoir Dogs et Pulp Fiction de Quentin Tarantino, vient d'une discussion entre Tarantino et la costumière Betsy Heimann, à propos de films noirs français avec Delon[57],[58].
- Michael Mann, pour Heat (tout comme Collatéral), crée le personnage de Neil McCauley (Robert De Niro) en s'inspirant du style minimaliste et détaché de Delon dans Le Samouraï et des différents protagonistes que Melville met en scène dans Le Cercle rouge[59],[60]. La phrase « Je suis seul, pas solitaire » de McCauley (De Niro) fait par exemple directement écho à celle de Jeff Costello (Delon) « Je ne perds jamais, jamais vraiment »[61].
- Forest Whitaker s’inspire aussi du rôle de l'acteur français pour Ghost Dog : La voie du samouraï de Jim Jarmusch : « En guise de préparation, j'ai regardé ce chef-d'œuvre avec Alain Delon. Grâce à lui, j'ai compris la vertu du silence. »[62],[63],[64]. La fin fait également ouvertement un clin d’œil au samouraï, dans lequel Delon, comme Ghost Dog, porte une arme à feu non chargée dans une circonstance dont il sait qu’elle s’avérera fatale[65],[66]. Whitaker reprendra plus tard dans La Voie de l'ennemi le rôle de Gino Strabliggi (joué par Alain Delon dans Deux Hommes dans la ville)[67],[68],[69]. Si Whitaker a vu l’original de José Giovanni avec Jean Gabin et Alain Delon, il a composé entièrement son personnage pour l’adapter au monde contemporain[70].
- Pour se préparer à jouer le rôle de Vincent dans Collatéral, Tom Cruise dit avoir « d’abord regardé quelques films sur des tueurs professionnels, dont « Le Samouraï » de Jean-Pierre Melville avec Alain Delon. J’étais [Tom Cruise] très fasciné par son charisme solitaire et mélancolique dans l’exercice de ses cruelles affaires. »[71]. L'apparence et le caractère de Cruise dans le film américain rappellent par ailleurs le personnage de Jef Costello dans Le Samouraï[72],[59].
- L'influence de Delon se manifeste aussi dans les films comme Drive de Nicolas Winding Refn et Baby Driver d'Edgar Wright[73]. Tous deux inspirés par Le Samouraï de Melville, ceux-ci présentent les protagonistes – interprétés respectivement par Ryan Gosling et Ansel Elgort – en tant que chauffeurs de fuite taciturnes et charismatiques, rappelant le personnage de Jef Costello[74]. Ryan Gosling affirme s'est être inspiré pour son jeu d'acteur de la prestation de Delon dans le Samouraï[75].
- Dans Le Samouraï, Delon joue le rôle de Jef Costello, un tueur à gages méthodique et solitaire, dont la vie est régie par un code strict et une routine implacable. Dans The Limits of Control, Jim Jarmusch rend hommage à cette iconographie en créant le personnage du Lone Man, interprété par Isaach de Bankolé[76],[77]. À bien des égards, le Lone Man est une réincarnation moderne de Jef Costello[78],[79],[80],[81],[82].
- Le film d'Anton Corbijn, The American (inspiré du Samouraï de Melville[83]) met en vedette George Clooney dans le rôle d'un assassin, qui ressemble à Costello[84]. Clooney s’inspire également de Delon pour son rôle dans Hors d’atteinte[57].
- Keanu Reeves, dans John Wick : Chapitre 4, incarne un tueur à gages, imitant Alain Delon que Reeves a pour modèle d’acteur[85]. Chad Stahelski, réalisateur en charge de le franchise John Wick est également un admirateur de Delon et Jean-Pierre Melville[86],[87],[88],[89],[90]. Stahelski s'inspire pour John Wick du Cercle rouge ou encore du Samouraï[91],[92].
- Dans la préparation de The Two Faces of January, Hossein Amini s’est inspiré de Plein Soleil de René Clément, en empruntant plusieurs détails d’époque afin de restituer son atmosphère[93],[94]. Viggo Mortensen a lui aussi revu Plein Soleil avec Delon pour préparer son rôle[95]. Steven Noble cite Delon et Jean Seberg comme sources d'inspiration pour les costumes du film[96].
- Dans l'élaboration de la franchise cinématographique The Equalizer, le réalisateur Antoine Fuqua affirme que Delon a influencé le développement du personnage principal de Robert McCall, un homme solitaire aux motivations morales fortes, agissant en justicier pour ceux qui ne peuvent se défendre seuls, joué par Denzel Washington : « Mes plus grandes inspirations ont été les films étrangers des années 1970, vraiment […]. Et bien sûr, tous ces films d’Alain Delon, les films français en particulier, comme Le Samouraï (1967), avec ce genre de rythme lent et de développement des personnages au fur et à mesure qu’il se déroule. C’est le genre de films qui m’inspirent »[97],[98].
- Le film A Bigger Splash, réalisé par Luca Guadagnino, est une adaptation moderne du thriller français La Piscine de Jacques Deray. Adaptation libre du film français, Guadagnino s'est impiré de l'atmosphère et de la tension érotique que Delon et Romy Schneider représentaient en 1969[99],[100]. Matthias Schoenaerts reprend le rôle tenu par Delon.
- Dans The Killer de David Fincher, Michael Fassbender s’inspire du personnage campé par Alain Delon dans Le Samouraï[101],[102],[103].
- Jon Watts (réalisateur de la trilogie Spider-Man) cite Alain Delon parmi ses influences, avec Le Samouraï qu'il considère comme un modèle des « films de loups solitaires », inspirant la création des personnages de George Clooney et Brad Pitt dans Wolfs[104]. De plus, le film commence dans une suite de luxe fictivement nommée Delon Hotel, un clin d'œil manifeste à l'acteur français[105].
- Dans le remake de The Killer sorti en 2024, Woo rend un nouvel hommage explicite à Delon en situant l'action à Paris[106].
- Quarante ans après American Gigolo, Paul Schrader sollicite une nouvelle fois Richard Gere, en lui demandant de s’inspirer d’Alain Delon pour incarner son rôle dans Oh, Canada[107].

### Productions asiatiques
De la Corée du Sud à la Chine, de nombreux cinéastes se sont inspirés du parcours d'Alain Delon et particulièrement de son interprétation de Jeff Costello dans Le Samouraï (1967).
- John Woo choisit Chow Yun-fat pour le rôle de Mark Lee dans A Better Tomorrow (1986), en raison de sa ressemblance avec Alain Delon[109],[110]. Chow portait par ailleurs des lunettes de soleil commercialisée au nom de l'acteur dans le film et ses suites[111]. La marque de lunettes de soleil est devenue particulièrement populaire à Hong Kong : Chow Yun-fat sera remercié par Delon[112],[111].
- Hommage plus prononcé à l'acteur français, Chow Yun-Fat, dans le film The Killer de John Woo, ne se contente pas de reprendre le rôle d’Alain Delon dans le film Le Samouraï ; il incarne un personnage qui rêve qu’il est Alain Delon[113]. Woo a spécifiquement demandé à Chow de s'inspirer du jeu de Delon, considérant ce dernier comme l'archétype du charme français : « beau, ténébreux et dangereux »[114].
- Tony Leung, dans son rôle de l'inspecteur infiltré dans Hard Boiled reprend des traits similaires à ceux de Delon dans Le Samouraï. Le personnage cité est d'ailleurs nommé d'après Alain Delon (Alan)[115].
- À travers Le Samouraï, Delon inspire également Takeshi Kitano pour son film Sonatine, mélodie mortelle[116]. Melville et Delon sont des références majeures pour Kitano, qui a déjà exprimé son admiration pour le cinéma français[117],[118].
- Dans Fulltime Killer (2001), Johnny To et Wai Ka-Fai rendent un hommage explicite au Samouraï et à ses créateurs[119]. Delon est par ailleurs intégré et cité dans la production : le personnage O (Takashi Sorimachi) reprend fidèlement les codes de Jeff Costello, tandis que Tok (Andy Lau), tueur cinéphile, collectionne les VHS de Delon et cite Le Samouraï parmi ses références[120],[121]. Johnny To lui-même a évoqué dans plusieurs interviews son admiration pour Delon et Melville, et son désir de transposer ce style épuré dans ses propres productions[122],[123].

- On retrouve dans les films de Johnnie To des hommages récurrents aux films de Delon[124]. Grand admirateur de Melville et ses films Le Cercle rouge et Le Samouraï, To a par ailleurs souvent évoqué sa volonté de tourner avec Alain Delon[125]. Bien que l'acteur ait finalement refusé le rôle principal de Vengeance (film pourtant écrit et conçu pour Delon[126])[127],[128], To a conservé le personnage Francis Costello (nom directement emprunté à celui de Jeff Costello dans Le Samouraï) qui a été interprété par Johnny Hallyday[129],[130].
- Kim Jee-woon, réalisateur de A Bittersweet Life a demandé à l'acteur principal Lee Byung-hun de s'inspirer des performances de Delon dans les films de Jean-Pierre Melville. Le héros de A Bittersweet Life, nommé "Jeff" d’après Costello, est en effet un descendant direct de Jeff Costello qui possède les mêmes caractéristiques du tueur solitaire trahi[131],[132].
- Dans la comédie You Shoot, I Shoot (en) de Pang Ho-Cheung, Eric Kot incarne un tueur à gages qui idolâtre Jeff Costello, en s'habillant comme le personnage et en parlant à Costello à travers une affiche du film français dans son appartement[133].
- Delon inspire également Oh Seung-uk pour The Shameless (2015), variation d’Un flic de Melville[134]. Le réalisateur coréen, admirateur de Delon, a voulu approfondir la tension entre son personnage et le monde criminel, en imaginant jusqu'où irait sa relation avec Catherine Deneuve[135],[136].
- L'acteur sud-coréen Jung Woo Sung s'inspire lui aussi de la performance d'Alain Delon dans Le Samouraï pour son premier rôle de criminel dans Cold Eyes[137].
- Le film kazakhYellow Cat d'Adhilkan Erjanov présente un personnage solitaire, déambulant dans les plaines kazakhes et arborant le trench-coat et le fédora d'Alain Delon dans Le Samouraï[138],[139]. Le personnage se pense en effet garant d'un talent, celui d'imiter Alain Delon, et il s'imagine être l'acteur français[140],[141],[142].

#### Des films qui influencent de nombreux cinéastes
Aussi, la Cinématek et The Criterion Collection dévoilent des listes où divers professionnels du milieu recommandent ou précisent leurs films préférés. Plusieurs des productions où Delon tient le premier rôle sont citées.
- Yórgos Lánthimos[143], Hideo Kojima[144], Aaron Katz[145], Monte Hellman[146], Götz Spielmann, Andrew Loog Oldham[147], Edgar Wright[148], Raúl Castillo[149], Nadav Lapid, Lynne Ramsay, Jerry Schatzberg, William Friedkin, Paul Schrader recommandent et/ou affectionnent Le Samouraï.
- Plein Soleil a séduit, Hayao Miyazaki[150], Hirokazu Kore-eda[151], Jude Law, Bertrand Blier et a influencé Akira Kurosawa[152],[153].
- Le Guépard attire Martin Scorsese, Christophe Honoré, Ira Sachs, Agnès Varda, Dario Argento, Riad Sattouf ou encore Elia Suleiman[154].
- Rocco et ses frères est cité par Martin Scorsese, James Gray, Michel Hazanavicius, Cristian Mungiu, Marjane Satrapi, Aki Kaurismäki, Nicole Garcia, Fatih Akin ou Michael Haneke[155].
- Mélodie en sous-sol[156] charme Akira Kurosawa, Alexandre Astier et Rebecca Zlotowski[156].
- Chan-wook Park et Bertrand Bonello choisissent Un flic[157].
- Christoph Hochhäusler, Kiyoshi Kurosawa préfèrent Monsieur Klein.
- L'Éclipse a conquis Christoph Hochhäusler, Raymond Depardon, Joachim Trier, Maren Ade, Todd Haynes, François Ozon et James Franco[158],[159].
- Olivier Assayas, José Luis Guerín, John Woo, Corneliu Porumboiu,Thomas Arslan et Kazuo Ishiguro suggèrent enfin Le Cercle rouge[160],[161].

## Mode
Ilaria Urbinati, styliste de renom auprès de Ryan Reynolds, Rami Malek ou Dwayne Johnson entre autres, cite Alain Delon parmi ses icônes de style qui l'inspirent : « Pour les hommes, je m’inspire des grandes icônes comme Paul Newman, James Dean, Alain Delon, Steve McQueen, Brando – tous des classiques dont les tenues sont encore cool aujourd’hui »,,.

## Delon incarné par ses pairs
Guillaume Delorme a incarné Alain Delon en 2009 dans un téléfilm allemand, Romy, réalisé par Torsten C. Fisher et retraçant son histoire d'amour avec Romy Schneider. Fabian Wolfrom incarne également l'acteur français dans la série consacrée au boxeur Carlos Monzon (grand ami de Delon).
Alain Delon est le sujet principal d'une pièce de théâtre inspirée par sa carrière et l'univers de Jean-Pierre Melville, Alain Delon ou presque, de Stéphane Dolivet. La pièce est créée en juillet 2007 au festival d’Avignon. Elle est reprise dans une nouvelle version en 2010, « Alain Delon… et moi ».

## Influence musicale
Le musicien et compositeur Jimmy Smith a écrit et interprété sur son album The Cat (1964) un morceau intitulé Delon's Blues en hommage à l'acteur. En 1977, la chanteuse japonaise Ikue Sakakibara a sorti son quatrième single intitulé « Al Pacino Tasu Alain Delon Yori Anata » (アル・パシーノ＋アラン・ドロン＜あなた), ce qui se traduit par « Tu es mieux qu'Al Pacino et Alain Delon réunis ». On continue à exploiter le physique de Delon jeune et il apparaît sur la pochette de l'album The Queen Is Dead des Smiths, paru en 1986, qui reprend une image du film L'Insoumis d'Alain Cavalier. La même année, le groupe russe Nautilus Pompilius publie l'album Séparation (en russe : Разлука) dans lequel Alain Delon est plusieurs fois cité dans le refrain de la chanson Le Regard de l'écran (en russe : Взгляд с экрана). En 1991, le groupe britannique White Town sort Alain Delon EP avec la star en pochette, qui comprend le morceau Hair Like Alain Delon. En 2010, Emma Daumas rend hommage à Alain Delon dans la chanson Dans les yeux d'Alain Delon, sur son E.P. Acoustic. Loin de ce concert de louanges, Marianne Faithfull, amie de Nico, partenaire de Delon au cinéma dans les années 1960, mentionne l'acteur sur son album Kissin' Time. En 2012, Madonna confirme dans un entretien accordé au Los Angeles Times que la chanson Beautiful Killer de l'album MDNA est un hommage à Alain Delon : « J’ai vu tous les films d’Alain Delon. Il est tellement charismatique ». François Valéry considère Delon comme son idole et a composé une chanson intitulée Tu m'as donné l'envie d'être un artiste (Delon), dédiée à l'acteur.
Le groupe de musique italien Baustelle (La canzione di Alain Delon), le groupe de musique bulgare Chtourtsité (Alen Delon), Christoff de Bolle (Ich hab Alain Delon gesehn), Erlend Krauser (ro) (Deneuve Meets Alain Delon in The Train), Davide Van De Sfroos (L'Alain Delon de Lenn), Dann Stuyven (Dîner Delon), Sıla Gençoğlu et Ozan Doğulu (en) (Alain Delon) et Femme Schmidt (en) (Alain Delon), Fred Poulet (A. Delon), Pascal Obispo (Notre Dame et la France) ont tous cité et/ou rendu hommage à Alain Delon dans leurs productions musicales,. Julien Baer, dans son album Drôle De Situation 1997-2011, écrit une chanson (Delon) en hommage à l’acteur,.

### Rap
De nombreux rappeurs francophones ont intégré l'image d'Alain Delon dans leurs textes. Damso s’inspire de l’atmosphère du film Plein Soleil pour le clip de sa chanson Macarena, posant sur un voilier à la manière de Delon en 1960. Dans une autre de ses compositions (B. #QuedusaalVie), Damso cite l'acteur en référence à la chanson Paroles… Paroles…. Booba se dit « viril comme Alain Delon » dans Mr.Koop tandis que Da Uzi (La vraie vie) veut devenir « une star comme Alain Delon ». L'enflure de Heuss l'Enfoiré s'achève sur un personnage qui « n’a confiance en plus personne comme Alain Delon » et « parle de lui à la troisième personne »,. MC Solaar (Da Vinci Claude), Luv Resval (Flash), Gradur (Freestyle EnLéger #1), Alpha Wann (Freestyle Couvre Feu), El Matador (Génération Wesh Wesh), Meryl (Comme à la maison), Dontcha (Ghetto Street), Mister V (Nightcall), Rap Contenders (Wojtek vs Maadou), le groupe Sniper (Panam Hall Starz), Caballero et JeanJass (Grünt #49), Sexion d’Assaut (Welcome To The Wa - Part. 3), Marracash (A Volte Esagero), Mobb Deep (YL) Cesare Cremonini (La Isla) font entre autres référence à Alain Delon dans leurs œuvres, évoquant ses travers et ses représentations dans la culture populaire,,,,,,,,,.

## Alain Delon dans la culture populaire

### Au cinéma
Dans le film d'animation japonais Les Mille et Une Nuits, le personnage d’Aslan est modelé sur le visage de Delon.
Le court-métrage d'animation soviétique Ograblenie po…, réalisé en 1978 par Iefim Gambourg, est une parodie en quatre segments des films policiers des années 1960 et 1970. Le segment français met en scène un jeune braqueur, caricature d'Alain Delon, qui planifie un vol de banque avec un ancien criminel ressemblant à Jean Gabin (référence directe au film Mélodie en sous-sol).
Dans La Boum de Claude Pinoteau, Vic (Sophie Marceau) et Lysia (Nathalie Riqué) éprouvent toutes deux des sentiments pour Mathieu. Jalouse de sa rivale, Vic la décrit comme « la fille d'Alain Delon et de la Joconde », supposant l'exceptionnalité de sa beauté.
Dans Tiger on the Beat, Francis (Chow Yun-fat) lit une liste de noms en remplissant son verre d'œufs crus, faisant un jeu de mots avec le mot « long » (dragon oriental). Chaque nom cité contient « Lung » : Bruce Lee (Lei Siu-Lung), Jackie Chan (Sing Lung), Alain Delon (Ah Lan Daai Lung), Sylvester Stallone (Si Taai Lung) et Ti Lung.
Parmi la distribution de Camping figure un campeur (Frédéric Bonnet) surnommé Alain Delon, et qui s'exprime à la troisième personne. Dans Camping et Camping 2, des répliques font également référence à Delon et à son image,.
Dans Astérix aux Jeux olympiques (film), Alain Delon incarne Jules César et fait preuve d'autodérision en évoquant sa propre carrière : « César a tout réussi, tout conquis, c'est un guépard, un samouraï, il ne doit rien à personne, ni à Rocco, ni à ses frères, ni au clan des Siciliens. César est de la race des seigneurs, d'ailleurs le César du meilleur empereur a été décerné à César. Avé moi ! ».
Dans Un jour, la mère de Dexter (Patricia Clarkson) compare son mari à Alain Delon : « C'est Alain Delon ? Quoi ? Non. C'est ton père », démontrant à quel point elle est amoureuse de son mari,.
D'autres références humoristiques à Alain Delon apparaissent dans Les Tuche, notamment lors d'une scène où Jeff Tuche (Jean-Paul Rouve) arrive dans un hôtel de luxe à Monaco,,. Lorsque le réceptionniste présente la suite Alain Delon, Jeff Tuche, intrigué, s'exclame : « Attendez, je le connais pas Alain Delon, je veux pas le déranger » Le réceptionniste répond alors : « Mais il n'est pas là ».

### A la télévision
Parmi les séquences-types du programme télévisé Tout le monde en parle figurait l'« Interview Alain Delon », un exercice où les invités devaient répondre aux questions en parlant d'eux-mêmes à la troisième personne, à l'image de Delon lui-même.
Ryōta Kosawa, le scénariste de la série télévisée d'animation Great Pretender, dit s’est principalement inspiré d’Alain Delon pour créer Laurent Thierry, un escroc français renommé pour sa grande persuasion et sa vivacité d'esprit. Dans Shin-chan, Motohisa, un des personnages de l'anime se présente comme fasciné par le cinéma occidental, et cite l’acteur français parmi ses références, aux côtés de Rocky.
Alain Delon est mentionné dans la série turque Marnalı. On y entend Gürkan Uygun affirmer : « Uzaktan ama çok uzaktan Alen Delon’a benzetirler » — « De loin, mais vraiment de très loin, on me compare à Alain Delon. » La réplique est suivie d’un dialogue humoristique où un personnage répond : « Alen Delon kim ? Ben onu da tanımam. » — « Alain Delon ? Je ne le connais pas non plus. » Le héros s’étonne alors : « Beni bilmiyorsun, Alen Delon bilmiyorsun… Sen kimi biliyorsun? » — « Tu ne me connais pas, tu ne connais pas Alain Delon… Qui connais-tu alors ? ».

### Expression artistique

#### Littérature
Le poète bulgare Georgi Konstantinov a écrit un poème humoristique intitulé Момичето със син балон (La Fille au ballon bleu), dans lequel il compare l'acteur à un ballon qui finira par éclater. Ce poème a ensuite été adapté en chanson par le groupe de rock bulgare Shturtsite sous le titre Ален Делон (Alain Delon) en 1982. Dans Physique de la mélancolie de Guéorgui Gospodínov, Delon est le rêve partagé par tous les habitants des périphéries oubliées. Juliette, femme marginalisée d’un petit village bulgare, l’attend chaque jour à la sortie du cinéma, persuadée qu’il viendra un jour la sauver. Cette thématique est reprise dans le court-métrage French Cinema (2020) de Galina D. Georgieva. Le synopsis raconte l'histoire de deux femmes vivant dans une petite ville de province, qui consacrent leur temps à écrire des lettres à Alain Delon, dans l'espoir qu'il vienne les libérer de leur quotidien monotone.
La dramaturge Adrienne Kennedy était une admiratrice de Delon. Dans sa nouvelle policière intitulée Deadly Triplets, Kennedy imagine un personnage fictif qui a écrit une pièce intitulée The Heart of Alain Delon.

#### Mangas
Monkey Punch s'inspire de plusieurs films et acteurs français pour créer les relations entre ses personnages dans son manga Lupin III. En particulier, le duo Alain Delon-Charles Bronson dans Adieu l'ami influence les interactions entre Lupin et son complice Daisuke Jigen. Un des personnages de Lupin 3e partie, Alan Budoson, est nommé d'après Bronson et Delon.
Buichi Terasawa dit s'être inspiré de plusieurs acteurs français pour la physionomie de ses personnages. Dans le premier épisode de Cobra, Delon apparaît sous les traits du personnage principal (brun et ténébreux) qui pour échapper à ses ennemis, subit une opération de chirurgie esthétique qui le fait ressembler à Jean-Paul Belmondo,.
Le physique d'Alain Delon a inspiré le Freeman, le héros du manga Crying Freeman écrit par Kazuo Koike et dessiné par Ryōichi Ikegami (grand admirateur de l'acteur), aussi adapté en OAV et plus tard en film par Christophe Gans.
Delon a aussi influencé la création du personnage de Spike Spiegel dans Cowboy Bebop (1998) de Shin'ichirō Watanabe,.
Le manga et la série animée Beelzebub présentent un vaste ensemble de personnages fictifs créés par Ryūhei Tamura. L'un des personnages clés est Batim do Emuna Alaindelon, un démon. Le personnage cité est directement inspiré de Freddie Mercury et est nommé d’après Alain Delon.
Le personnage de Steven Alan Starphase dans Blood Blockade Battlefront est nommé d'après l’acteur.

#### Bandes dessinées
Le Docteur Justice, créé en 1970, est un héros atypique inspiré du physique d’Alain Delon. Autant de personnages ont entamé leurs histoires dans Vaillant pour se développer ensuite dans Pif Gadget .
Le dessinateur Enrique Villagrán et le scénariste Robin Wood ont conçu les personnages principaux de Los Aventureros (série de bandes dessinées argentine publiée par Columba dans le magazine El Tony entre 1975 et 1989) en s'inspirant de célèbres acteurs de l'époque (Charles Bronson, Burt Lancaster...). Le visage de Delon a servi de modèle pour concevoir le personnage d'Alexander Pawkorsky, un prince polonais exilé de son pays natal. Par ailleurs, Delon a été représenté dans d'autres bandes dessinées argentines : la revue Intervalo a publié plusieurs adaptations en bande dessinée de films mettant en vedette l'acteur. Dante Quinterno introduit dans Patoruzú un nouveau personnage nommé Alan Pelón dont l'apparence physique s'inspire de Delon.
La bande dessinée italienne Playcolt (it) (128 numéros répartis en quatre séries de 1972 à 1979) met en scène Alain Velon (paronomase d'Alain Delon), playboy milliardaire au physique Delonien qui se transforme par la suite en Playcolt, une sorte de super-héros,.
Après que Delon eut lancé à Philippe Geluck « Toi le Belge, ta gueule », ce dernier reprit la réplique pour en faire le titre d'un album du Chat, avec l'accord de l'acteur.
Dans Corps et Âme de Jef et Matz, le personnage principal est Frank Kitchen, un tueur à gages redoutable et méthodique,. La ressemblance avec Costello (joué par Delon) se reflète dans l'apparence physique du personnage, mais aussi dans son comportement et son attitude.
Balles perdues, bande dessinée scénarisée par Walter Hill, propose avec le protagoniste Roy Nash un tueur professionnel qui à écopé d'une peine de perpétuité à la prison de Joliet, en Illinois,. Jef, dessinateur de la BD affirme qu'il a choisi de s'inspirer de l'acteur français pour créer l'apparence de Roy Nash car il apprécie Delon et ses films.
Michaël Sanlaville, dessinateur primé à Angoulême en 2015 pour Lastman, a trouvé son inspiration dans les œuvres de Frédéric Dard dès son plus jeune âge. Ayant découvert les romans de San-Antonio dans le grenier de ses parents, il décide d'adapter ces œuvres en bandes dessinées. Pour incarner San-Antonio, Sanlaville a choisi de se baser sur l'image d'Alain Delon,,.
Milo Manara, auteur italien de bandes dessinées, s’inspire d'Alain Delon pour créer le personnage de Giuseppe Bergman.

#### Peinture
Une part significative du travail de l'artiste russe et académicien des arts Nikas Safronov se concentre sur sa série intitulée « River of Time », où il représente diverses personnalités modernes. Parmi ceux représentés figurent Alla Pugacheva, Sophia Loren, Pierre Cardin, Elton John ou encore Alain Delon,. La plupart d'entre elles sont désormais exposées dans des collections privées et des musées de renom en Russie et en Europe.

#### Jeux vidéo
La saga de jeux vidéo Hitman rend hommage au film de Jean-Pierre Melville Le Samouraï. L'agent 47, le tueur à gages du jeu, est une inspiration et une référence au personnage du tueur joué par Delon dans Le Samouraï,,.
Dans Identity V, les personnages Recluse et The Black Tulip (la Tulipe noire) sont inspirés et basés sur le physique de Delon (costumes etc.),.

#### Caricature
La marionnette d'Alain Delon dans Les Guignols de l'info s'exprime de manière grandiloquente, parlant d'elle-même à la troisième personne. Ce défaut caricature la très haute opinion qu'Alain Delon aurait de lui-même.

#### Parodie
Les Inconnus ont parodié et fait référence à Delon dans plusieurs de leurs sketches, notamment dans Tournez ménages où Didier Bourdon incarne un personnage se faisant appeler Alain Deloin, et dans Cinéma, Cinémas avec une satire des films policiers associés à l'acteur,,.